# التسلسل الزمني لمسرحيات شكسبير

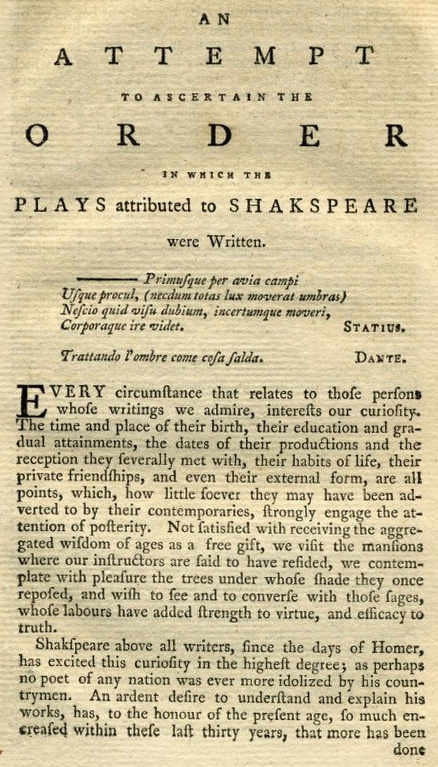
كان ادمون مالون أول باحث يبني تسلسلًا زمنيًا مؤقتًا لمسرحيات شكسبير في محاولة لتحديد الترتيب الذي كتبت به المسرحيات المنسوبة إلى شكسبير (1778)، وهي مقالة نُشرت في الطبعة الثانية من كتاب صمويل جونسون وجورج ستيفنز "مسرحيات ويليام شكسبير".

حاول الباحثون الشكسبيريون، بدءًا من إدمون مالون في 1778، إعادة إنشاء التسلسل الزمني النسبي لأعمال شكسبير الكاملة بمختلِف الطرق، باستخدام أدلة خارجية (مثل الإشارات إلى المسرحيات عند أقرانه في كل من المواد النقدية والوثائق الخاصة، والتلميحات في مسرحيات أخرى، والقيود في سجل الوراقين، وتسجيلات الأداء والنشر)، والأدلة الداخلية (التلميحات ضمن المسرحيات إلى أحداث معاصرة، وتواريخ التأليف والنشر للمصادر التي استخدمها شكسبير، والنظر التحليلي الأسلوبي لتطور أسلوبه وبيانه عبر الزمن، وسياق المسرحيات في الثقافة البيئية الأدبية والمسرحية المعاصرة). معظم التسلسلات الحديثة قائمة على عمل إي. كيه. تشامبرز في «مشكلة التسلسل الزمني» (1930)، المنشور في المجلد الأول من كتابه بعنوان ويليام شكسبير: دراسة في الحقائق والمشكلات.

## مقدمة
بما أن الأدلة الباقية شظايا، لا يوجد، ولا يمكن أن يوجد، تسلسل زمني قطعي ودقيق. تاريخ الأداء محدود الاستخدام في الغالب، ذلك أن أول الأداءات المسجلة للعديد من المسرحيات لم تُسجل بالضرورة عندما أُديت أول مرة. على سبيل المثال، لم يُسجل أول أداء لروميو وجولييت حتى عام 1662، ومع ذلك، من المعروف أن المسرحية أُديت في حياة شكسبير. في أفضل الأحوال، لا يثبت تاريخ أداء مسرحية ما إلا أقدم وقت ممكن لتأليفها.
على نحو مشابه، غالبًا ما تكون تواريخ النشر الأول عديمة الجدوى نسبيًا في تحديد تسلسل زمني، ذلك أن نصف المسرحيات تقريبًا لم تُنشر حتى مرت سنوات سبع على وفاة شكسبير، في المطوية الأولى (1623)، التي أعدها جون هيمينغز وهنري كونديل، ونشرها إدوارد بلاونت وويليام جاغارد وآيزاك جاغارد. تواريخ الأداء والنشر إشكالية أيضًا لدرجة أن العديد من المسرحيات أُديت قبل نشرها بعدة سنوات. مثلًا، أُديت مسرحية تيتوس أندرونيكوس في 1592، لكنها لم تُنشر حتى 1594، وأُديت عطيل في 1604، لكنها لم تُنشر حتى 1622، والملك لير أُديت في 1606، ولم تنشر حتى 1608. بالتالي لا يمكن الاستفادة من تواريخ الأداء والنشر إلا لتحديد التواريخ النهائية للتأليف، وغالبًا ما تبقى التواريخ البدئية تخمينية أكثر بكثير.
وأيضًا، يعارض بعض الباحثين نظام التأريخ التقليدي تمامًا. من الباحثين البارزين الذين يعارضون النظام إي. أيه. جيه. هونيغمان، الذي حاول إرجاع تاريخ بداية حياة شكسبير المهنية أربع إلى خمس سنوات، إلى منتصف ثمانينيات القرن السادس عشر، بنظرية «البداية المبكرة» الخاصة به. يجادل هونيغمان في أن شكسبير بدأ حياته المهنية بتيتوس أندرونيكوس في 1586، رغم أن التأريخ التقليدي يقول إن شكسبير بدأ بكتابة المسرحيات بعد وصوله إلى لندن نحو عام 1590. غير أن معظم الباحثين، يلتزمون تسلسلًا أكثر تقليدية، وبعضهم، مثل غاري تايلر وسيدني توماس، يجادل في أن نظرية البداية المبكرة تستحدث مشكلات أكثر من التي تحلها.